# GHWE Nr. 61
Die GHWE Nr. 61 war ein Dieseltriebwagen der Gardelegen-Haldensleben-Weferlinger Eisenbahn. Er wurde 1940 von der Dessauer Waggonfabrik hergestellt.
Der Triebwagen war die zweimotorige Ausführung der GHWE Nr. 51 bis 53 und von den Abmessungen her ähnlich der Staatsbahntriebwagen der damaligen Zeit, jedoch deutlich schwerer als diese. Der Triebwagen wurde 1949 von der Deutschen Reichsbahn als VT 135 539 übernommen und bekamen ab 1970 die neue EDV-Bezeichnung 186 028-7. Er ist heute nicht mehr vorhanden.

## Geschichte

### GHWE 61
1940 wurde dieser Triebwagen von der Gardelegen-Haldensleben-Weferlinger Eisenbahn als Folgefahrzeug zu den GHWE Nr. 51 bis 53 beschafft. Er sollte wie die ein Jahr zuvor gelieferten Fahrzeuge die Doppelstock-Schienenomnibusse GHWE T1-T9 ersetzen, die aus Bussen der Berliner Verkehrsbetriebe entstanden waren und bei denen im Betrieb Probleme auftraten.
Im Vergleich zu den holzbeplankten Sitzplätzen der Dampfzüge hatten die Triebwagen gepolsterte Sitze, die eine wesentliche Erhöhung des Komforts darstellten. Die Vorräume der Triebwagen waren als Traglastenabteile mit insgesamt zehn Klappsitzen ausgebildet. Das Fahrzeug besaß eine Zweimaschinenanlage, ansonsten stimmten die anderen technischen Parameter mit den Vorgängern überein.

### VT 135 539
Der Triebwagen war ausreichend motorisiert, so dass er im Betriebsdienst im Beiwagenbetrieb verwendet werden konnte. Der Triebwagen wurde nach 1950 von der Deutschen Reichsbahn übernommen und als VT 135 539 bezeichnet.

### 186 028-7
Das Fahrzeug war bis Mitte der 1970er Jahre im Einsatz, nachdem es noch die EDV-Bezeichnung 186 028-7 erhalten hatte. Dabei wurde das Fahrzeug auch bei den Salzwedeler Kleinbahnen eingesetzt. Ausgemustert wurde er Mitte 1976, ein Jahr später wurde das Fahrzeug im Ausbesserungswerk Wittenberge verschrottet. Von den GHWE Nr. 51 bis 53 gibt es eine Modellbeschreibung.

## Konstruktive Merkmale
Der Triebwagen, der zu den größten Triebwagen von Klein- und Privatbahnen gehörte, hatte 7.000 mm Achsstand und 13.470 mm Lange über Puffer. Er war für ausreichend Traglastentransport in den Vorräumen konzipiert, die Vorräume hatten Außentüren von 750 mm lichter Weite, die durch zusätzlich herausklappbare Wandteile auf 1000 mm lichte Weite vergrößert werden konnten. Der in Fahrtrichtung hintere Einstiegsraum wurde als zusätzlicher Gepäck- und Traglastenraum verwendet. Dafür konnte der Fahrschalter mit einem Rollladen verschlossen werden.
Die dieselmechanische Maschinenanlage bestand ursprünglich aus zwei Mercedes-Benz OM 67/3 und nach einem zeitlich nicht bekannten Umbau aus einem EM 6-20 des Motorenwerkes Schönebeck sowie dem Mylius-Getriebe. Vor dem Umbau wurden beide Achsen mit je einem Mylius-Getriebe angetrieben. Inzwischen waren ausreichend starke Motoren erhältlich, um auf die komplizierte Doppelmaschinenanlage verzichten zu können. Der Triebwagen hatte 56 Sitzplätze.